# Hans Nunoo Sarpei
Hans Nunoo Sarpei (sinh 22 tháng 8 năm 1998) là một cầu thủ bóng đá Ghana thi đấu ở vị trí tiền vệ cho FK Senica mượn từ VfB Stuttgart.

## Sự nghiệp
Vào tháng 8 năm 2016 Sarpei chuyển đến VfB Stuttgart. Anh ra mắt chuyên nghiệp cho Stuttgart ngày 25 tháng 10 năm 2016 ở Cúp bóng đá Đức 2016-17 trước Borussia Mönchengladbach.
Ngày 5 tháng 9 năm 2017, Sarpei được cho mượn đến FK Senica đến hết mùa giải.

## Cá nhân
Sarpei là cháu trai của cựu cầu thủ bóng đá Ghana Hans Sarpei.
Hoàng tử Sarpei Nunoo là em trai của anh đang học tập tại Tây Ban Nha.